# 6e étape du Tour de France Femmes 2023
Pour un article plus général, voir Tour de France Femmes 2023.
La 6e étape du Tour de France Femmes 2023 se déroule le vendredi 28 juillet 2023 entre Albi et Blagnac, sur une distance de 122,1 kilomètres.

## Parcours
Étape de plaine ponctuée de quatre côtes (cols de 4e catégorie) arrivant à Blagnac, dans la banlieue de Toulouse.

## Déroulement de la course
Depuis le début de l'étape, la Danoise Emma Norsgaard Jørgensen forme une échappée avec la Polonaise Agnieszka Skalniak-Sójka et l'Espagnole Sandra Alonso Dominguez. Elle est la seule à résister in extremis au retour du peloton dans le final.

## Résultats

### Classement de l'étape
| Classement de la 6e étape | Classement de la 6e étape | Classement de la 6e étape | Classement de la 6e étape | Classement de la 6e étape |
|                           | Coureur                   | Pays                      | Équipe                    | Temps                     |
| ------------------------- | ------------------------- | ------------------------- | ------------------------- | ------------------------- |
| 1er                       | Emma Norsgaard Jørgensen  | Danemark                  | Movistar Team             | en 2 h 59 min 16 s        |
| 2e                        | Charlotte Kool            | Pays-Bas                  | Team DSM-Firmenich        | + 1 s                     |
| 3e                        | Lotte Kopecky             | Belgique                  | SD Worx                   | + 1 s                     |
| 4e                        | Marianne Vos              | Pays-Bas                  | Jumbo-Visma               | + 1 s                     |
| 5e                        | Soraya Paladin            | Italie                    | Canyon-SRAM Racing        | + 1 s                     |
| 6e                        | Chiara Consonni           | Italie                    | UAE Team ADQ              | + 1 s                     |
| 7e                        | Julie De Wilde            | Belgique                  | Fenix-Deceuninck          | + 1 s                     |
| 8e                        | Marta Lach                | Pologne                   | Ceratizit-WNT             | + 1 s                     |
| 9e                        | Vittoria Guazzini         | Italie                    | FDJ-Suez                  | + 1 s                     |
| 10e                       | Agnieszka Skalniak-Sójka  | Pologne                   | Canyon-SRAM Racing        | + 1 s                     |
| modifier                  |                           |                           |                           |                           |

### Bonifications en temps
|   | Coureur                  | Pays     | Équipe             | Secondes |
| - | ------------------------ | -------- | ------------------ | -------- |
| 1 | Emma Norsgaard Jørgensen | Danemark | Movistar Team      | 10 s     |
| 2 | Charlotte Kool           | Pays-Bas | Team DSM-Firmenich | 6 s      |
| 3 | Lotte Kopecky            | Belgique | SD Worx            | 4 s      |

### Points attribués
| Sprint intermédiaire Hameau de Rastel (km 92,5) | Sprint intermédiaire Hameau de Rastel (km 92,5) | Sprint intermédiaire Hameau de Rastel (km 92,5) | Sprint intermédiaire Hameau de Rastel (km 92,5) | Sprint intermédiaire Hameau de Rastel (km 92,5) |
| ----------------------------------------------- | ----------------------------------------------- | ----------------------------------------------- | ----------------------------------------------- | ----------------------------------------------- |
|                                                 | Coureur                                         | Pays                                            | Équipe                                          | Point(s)                                        |
| 1er                                             | Sandra Alonso Dominguez                         | Espagne                                         | Ceratizit-WNT                                   | 25                                              |
| 2e                                              | Agnieszka Skalniak-Sójka                        | Pologne                                         | Canyon-SRAM Racing                              | 20                                              |
| 3e                                              | Emma Norsgaard Jørgensen                        | Danemark                                        | Movistar Team                                   | 17                                              |
| 4e                                              | Lotte Kopecky                                   | Belgique                                        | SD Worx                                         | 15                                              |
| 5e                                              | Ashleigh Moolman Pasio                          | Afrique du Sud                                  | AG Insurance-Soudal Quick-Step                  | 13                                              |
| 6e                                              | Justine Ghekiere                                | Belgique                                        | AG Insurance-Soudal Quick-Step                  | 11                                              |
| 7e                                              | Elizabeth Holden                                | Grande-Bretagne                                 | UAE Team ADQ                                    | 10                                              |
| 8e                                              | Esmée Peperkamp                                 | Pays-Bas                                        | Team DSM-Firmenich                              | 9                                               |
| 9e                                              | Romy Kasper                                     | Allemagne                                       | AG Insurance-Soudal Quick-Step                  | 8                                               |
| 10e                                             | Julia Borgström                                 | Suède                                           | AG Insurance-Soudal Quick-Step                  | 7                                               |
| 11e                                             | Olivia Baril                                    | Canada                                          | UAE Team ADQ                                    | 6                                               |
| 12e                                             | Mischa Bredewold                                | Pays-Bas                                        | SD Worx                                         | 5                                               |
| 14e                                             | Anna Henderson                                  | Grande-Bretagne                                 | Jumbo-Visma                                     | 3                                               |
| 15e                                             | Marlen Reusser                                  | Suisse                                          | SD Worx                                         | 2                                               |
| modifier                                        |                                                 |                                                 |                                                 |                                                 |

| Arrivée d'étape Blagnac (km 122,1) | Arrivée d'étape Blagnac (km 122,1) | Arrivée d'étape Blagnac (km 122,1) | Arrivée d'étape Blagnac (km 122,1) | Arrivée d'étape Blagnac (km 122,1) |
| ---------------------------------- | ---------------------------------- | ---------------------------------- | ---------------------------------- | ---------------------------------- |
|                                    | Coureur                            | Pays                               | Équipe                             | Point(s)                           |
| 1er                                | Emma Norsgaard Jørgensen           | Danemark                           | Movistar Team                      | 50                                 |
| 2e                                 | Charlotte Kool                     | Pays-Bas                           | Team DSM-Firmenich                 | 30                                 |
| 3e                                 | Lotte Kopecky                      | Belgique                           | SD Worx                            | 20                                 |
| 4e                                 | Marianne Vos                       | Pays-Bas                           | Jumbo-Visma                        | 18                                 |
| 5e                                 | Soraya Paladin                     | Italie                             | Canyon-SRAM Racing                 | 16                                 |
| 6e                                 | Chiara Consonni                    | Italie                             | UAE Team ADQ                       | 14                                 |
| 7e                                 | Julie De Wilde                     | Belgique                           | Fenix-Deceuninck                   | 12                                 |
| 8e                                 | Marta Lach                         | Pologne                            | Ceratizit-WNT                      | 10                                 |
| 9e                                 | Vittoria Guazzini                  | Italie                             | FDJ-Suez                           | 8                                  |
| 10e                                | Agnieszka Skalniak-Sójka           | Pologne                            | Canyon-SRAM Racing                 | 7                                  |
| 11e                                | Susanne Andersen                   | Norvège                            | Uno-X Pro Cycling Team             | 6                                  |
| 12e                                | Lucinda Brand                      | Pays-Bas                           | Lidl-Trek                          | 5                                  |
| 13e                                | Alison Jackson                     | Canada                             | EF Education-TIBCO-SVB             | 4                                  |
| 14e                                | Elise Chabbey                      | Suisse                             | Canyon-SRAM Racing                 | 3                                  |
| 15e                                | Riejanne Markus                    | Pays-Bas                           | Jumbo-Visma                        | 2                                  |
| modifier                           |                                    |                                    |                                    |                                    |

### Cols et côtes
| Côte de la Cadène (km 30,9) 4e catégorie (2,5 km à 4,5 %) | Côte de la Cadène (km 30,9) 4e catégorie (2,5 km à 4,5 %) | Côte de la Cadène (km 30,9) 4e catégorie (2,5 km à 4,5 %) | Côte de la Cadène (km 30,9) 4e catégorie (2,5 km à 4,5 %) | Côte de la Cadène (km 30,9) 4e catégorie (2,5 km à 4,5 %) |
| --------------------------------------------------------- | --------------------------------------------------------- | --------------------------------------------------------- | --------------------------------------------------------- | --------------------------------------------------------- |
|                                                           | Coureur                                                   | Pays                                                      | Équipe                                                    | Point(s)                                                  |
| 1er                                                       | Agnieszka Skalniak-Sójka                                  | Pologne                                                   | Canyon-SRAM Racing                                        | 2                                                         |
| 2e                                                        | Sandra Alonso Dominguez                                   | Espagne                                                   | Ceratizit-WNT                                             | 1                                                         |
| modifier                                                  |                                                           |                                                           |                                                           |                                                           |

| Côte de Puycelsi (km 51,3) 4e catégorie (1,8 km à 6,0 %) | Côte de Puycelsi (km 51,3) 4e catégorie (1,8 km à 6,0 %) | Côte de Puycelsi (km 51,3) 4e catégorie (1,8 km à 6,0 %) | Côte de Puycelsi (km 51,3) 4e catégorie (1,8 km à 6,0 %) | Côte de Puycelsi (km 51,3) 4e catégorie (1,8 km à 6,0 %) |
| -------------------------------------------------------- | -------------------------------------------------------- | -------------------------------------------------------- | -------------------------------------------------------- | -------------------------------------------------------- |
|                                                          | Coureur                                                  | Pays                                                     | Équipe                                                   | Point(s)                                                 |
| 1er                                                      | Agnieszka Skalniak-Sójka                                 | Pologne                                                  | Canyon-SRAM Racing                                       | 2                                                        |
| 2e                                                       | Sandra Alonso Dominguez                                  | Espagne                                                  | Ceratizit-WNT                                            | 1                                                        |
| modifier                                                 |                                                          |                                                          |                                                          |                                                          |

| Côte du Clos Pourtié (km 58) 4e catégorie (2,8 km à 4,8 %) | Côte du Clos Pourtié (km 58) 4e catégorie (2,8 km à 4,8 %) | Côte du Clos Pourtié (km 58) 4e catégorie (2,8 km à 4,8 %) | Côte du Clos Pourtié (km 58) 4e catégorie (2,8 km à 4,8 %) | Côte du Clos Pourtié (km 58) 4e catégorie (2,8 km à 4,8 %) |
| ---------------------------------------------------------- | ---------------------------------------------------------- | ---------------------------------------------------------- | ---------------------------------------------------------- | ---------------------------------------------------------- |
|                                                            | Coureur                                                    | Pays                                                       | Équipe                                                     | Point(s)                                                   |
| 1er                                                        | Agnieszka Skalniak-Sójka                                   | Pologne                                                    | Canyon-SRAM Racing                                         | 2                                                          |
| 2e                                                         | Emma Norsgaard Jørgensen                                   | Danemark                                                   | Movistar Team                                              | 1                                                          |
| modifier                                                   |                                                            |                                                            |                                                            |                                                            |

| Côte de la Gayre (km 81,8) 4e catégorie (1,0 km à 4,9 %) | Côte de la Gayre (km 81,8) 4e catégorie (1,0 km à 4,9 %) | Côte de la Gayre (km 81,8) 4e catégorie (1,0 km à 4,9 %) | Côte de la Gayre (km 81,8) 4e catégorie (1,0 km à 4,9 %) | Côte de la Gayre (km 81,8) 4e catégorie (1,0 km à 4,9 %) |
| -------------------------------------------------------- | -------------------------------------------------------- | -------------------------------------------------------- | -------------------------------------------------------- | -------------------------------------------------------- |
|                                                          | Coureur                                                  | Pays                                                     | Équipe                                                   | Point(s)                                                 |
| 1er                                                      | Agnieszka Skalniak-Sójka                                 | Pologne                                                  | Canyon-SRAM Racing                                       | 2                                                        |
| 2e                                                       | Sandra Alonso Dominguez                                  | Espagne                                                  | Ceratizit-WNT                                            | 1                                                        |
| modifier                                                 |                                                          |                                                          |                                                          |                                                          |

### Prix de la combativité
- Agnieszka Skalniak-Sójka (Canyon-SRAM Racing)

## Classements à l'issue de l'étape

### Classement général
| Classement général | Classement général     | Classement général | Classement général             | Classement général  |
|                    | Coureur                | Pays               | Équipe                         | Temps               |
| ------------------ | ---------------------- | ------------------ | ------------------------------ | ------------------- |
| 1er                | Lotte Kopecky          | Belgique           | SD Worx                        | en 21 h 54 min 30 s |
| 2e                 | Ashleigh Moolman Pasio | Afrique du Sud     | AG Insurance-Soudal Quick-Step | + 53 s              |
| 3e                 | Annemiek van Vleuten   | Pays-Bas           | Movistar Team                  | + 55 s              |
| 4e                 | Elisa Longo Borghini   | Italie             | Lidl-Trek                      | + 55 s              |
| 5e                 | Katarzyna Niewiadoma   | Pologne            | Canyon-SRAM Racing             | + 55 s              |
| 6e                 | Yara Kastelijn         | Pays-Bas           | Fenix-Deceuninck               | + 1 min 4 s         |
| 7e                 | Demi Vollering         | Pays-Bas           | SD Worx                        | + 1 min 7 s         |
| 8e                 | Liane Lippert          | Allemagne          | Movistar Team                  | + 1 min 29 s        |
| 9e                 | Ricarda Bauernfeind    | Allemagne          | Canyon-SRAM Racing             | + 1 min 42 s        |
| 10e                | Juliette Labous        | France             | Team DSM-Firmenich             | + 1 min 52 s        |
| modifier           |                        |                    |                                |                     |

| Classement par points | Classement par points    | Classement par points | Classement par points          | Classement par points |
| --------------------- | ------------------------ | --------------------- | ------------------------------ | --------------------- |
|                       | Coureur                  | Pays                  | Équipe                         | Point(s)              |
| 1er                   | Lotte Kopecky            | Belgique              | SD Worx                        | 201 points            |
| 2e                    | Ashleigh Moolman Pasio   | Afrique du Sud        | AG Insurance-Soudal Quick-Step | 132 pts               |
| 3e                    | Marianne Vos             | Pays-Bas              | Jumbo-Visma                    | 82 pts                |
| 4e                    | Ricarda Bauernfeind      | Allemagne             | Canyon-SRAM Racing             | 75 pts                |
| 5e                    | Emma Norsgaard Jørgensen | Danemark              | Movistar Team                  | 67 pts                |
| 6e                    | Charlotte Kool           | Pays-Bas              | Team DSM-Firmenisch            | 65 pts                |
| 7e                    | Liane Lippert            | Allemagne             | Movistar Team                  | 64 pts                |
| 8e                    | Yara Kastelijn           | Pays-Bas              | Fenix-Deceuninck               | 60 pts                |
| 9e                    | Demi Vollering           | Pays-Bas              | SD Worx                        | 60 pts                |
| 10e                   | Anouska Koster           | Pays-Bas              | Uno-X Pro Cycling Team         | 58 pts                |
| modifier              |                          |                       |                                |                       |

| Classement de la meilleure grimpeuse | Classement de la meilleure grimpeuse | Classement de la meilleure grimpeuse | Classement de la meilleure grimpeuse | Classement de la meilleure grimpeuse |
| ------------------------------------ | ------------------------------------ | ------------------------------------ | ------------------------------------ | ------------------------------------ |
|                                      | Coureur                              | Pays                                 | Équipe                               | Point(s)                             |
| 1er                                  | Yara Kastelijn                       | Pays-Bas                             | Fenix-Deceuninck                     | 23 points                            |
| 2e                                   | Anouska Koster                       | Pays-Bas                             | Uno-X Pro Cycling Team               | 19 pts                               |
| 3e                                   | Kathrin Hammes                       | Allemagne                            | EF Education-TIBCO-SVB               | 11 pts                               |
| 4e                                   | Julie Van de Velde                   | Belgique                             | Fenix-Deceuninck                     | 9 pts                                |
| 5e                                   | Agnieszka Skalniak-Sójka             | Pologne                              | Canyon-SRAM Racing                   | 8 pts                                |
| 6e                                   | Marlen Reusser                       | Suisse                               | SD Worx                              | 5 pts                                |
| 7e                                   | Katarzyna Niewiadoma                 | Pologne                              | Canyon-SRAM Racing                   | 5 pts                                |
| 8e                                   | Georgia Williams                     | Nouvelle-Zélande                     | EF Education-TIBCO-SVB               | 4 pts                                |
| 9e                                   | Lotte Kopecky                        | Belgique                             | SD Worx                              | 3 pts                                |
| 10e                                  | Sandra Alonso Dominguez              | Espagne                              | Ceratizit-WNT                        | 3 pts                                |
| modifier                             |                                      |                                      |                                      |                                      |

| Classement général de la meilleure jeune | Classement général de la meilleure jeune | Classement général de la meilleure jeune | Classement général de la meilleure jeune | Classement général de la meilleure jeune |
|                                          | Coureur                                  | Pays                                     | Équipe                                   | Temps                                    |
| ---------------------------------------- | ---------------------------------------- | ---------------------------------------- | ---------------------------------------- | ---------------------------------------- |
| 1er                                      | Cédrine Kerbaol                          | France                                   | Ceratizit-WNT                            | en 21 h 57 min 51 s                      |
| 2e                                       | Ella Wyllie                              | Nouvelle-Zélande                         | Lifeplus Wahoo                           | + 2 min 45 s                             |
| 3e                                       | Eleonora Gasparrini                      | Italie                                   | UAE Team ADQ                             | + 15 min 53 s                            |
| 4e                                       | Silke Smulders                           | Pays-Bas                                 | Liv Racing TeqFind                       | + 19 min 38 s                            |
| 5e                                       | Alice Towers                             | Grande-Bretagne                          | Canyon-SRAM Racing                       | + 20 min 8 s                             |
| 6e                                       | Léa Curinier                             | France                                   | Team DSM-Firmenich                       | + 22 min 53 s                            |
| 7e                                       | Caroline Andersson                       | Suède                                    | Liv Racing TeqFind                       | + 24 min 2 s                             |
| 8e                                       | Julia Borgström                          | Suède                                    | AG Insurance-Soudal Quick-Step           | + 25 min 10 s                            |
| 9e                                       | Julie De Wilde                           | Belgique                                 | Fenix-Deceuninck                         | + 36 min 47 s                            |
| 10e                                      | Camille Fahy                             | France                                   | St Michel-Mavic-Auber93                  | + 41 min 54 s                            |
| modifier                                 |                                          |                                          |                                          |                                          |

| Classement par équipes | Classement par équipes         | Classement par équipes | Classement par équipes |
|                        | Équipe                         | Pays                   | Temps                  |
| ---------------------- | ------------------------------ | ---------------------- | ---------------------- |
| 1re                    | SD Worx                        | Pays-Bas               | en 65 h 45 min 42 s    |
| 2e                     | Canyon-SRAM Racing             | Allemagne              | + 4 min 25 s           |
| 3e                     | Movistar Team                  | Espagne                | + 4 min 36 s           |
| 4e                     | FDJ-Suez                       | France                 | + 7 min 32 s           |
| 5e                     | Lidl-Trek                      | États-Unis             | + 18 min 1 s           |
| 6e                     | UAE Team ADQ                   | Émirats arabes unis    | + 18 min 40 s          |
| 7e                     | Jumbo-Visma                    | Pays-Bas               | + 20 min 9 s           |
| 8e                     | AG Insurance-Soudal Quick-Step | Belgique               | + 21 min 53 s          |
| 9e                     | Fenix-Deceuninck               | Belgique               | + 22 min 12 s          |
| 10e                    | Israel-Premier Tech Roland     | Suisse                 | + 27 min 29 s          |
| modifier               |                                |                        |                        |

## Abandons
Deux abandons ont eu lieu lors de la 6e étape :
- Lotta Henttala (AG Insurance-Soudal Quick-Step) : hors course[4] ;
- Marie-Morgane Le Deunff (Arkéa Pro Cycling Team) : hors délais.